# Eparchie simferopolská a krymská
Eparchie Simferopol a Krym je eparchie ruské pravoslavné církve nacházející se v Rusku/Ukrajině.

## Území a titul biskupa
Zahrnuje správní hranice území městského okruhu Alušta, Jevpatorija, Saki, Simferopol a Jalta, také Bachčisarajského, Bilohirského, Kirovského, Sakského, Simferopolského a Čornomorského rajónu republiky Krym.
Eparchiálnímu biskupovi náleží titul biskup simferopolský a krymský.

## Historie
Nejvyšším rozhodnutím cara Alexandra II. byla na žádost obyvatel Tavrické gubernie zřízena dne 16. listopadu 1859 oddělením od chersonské eparchie nová tavrická eparchie.
Po porážce armády Pjotra Nikolajeviče Wrangela v listopadu 1920, ve dvacátých a třicátých letech byla církev na Krymu vystavena těžké perzekuci; monastýry a chrámy byly uzavřeny, tisíce věřících a duchovních byli potlačeni. Teprve v podmínkách nacistické okupace se věřícím podařilo obnovit bohoslužby v řadě chrámů.
Během další vlny ateismu v letech 1960-1962 bylo na Krymu uzavřeno asi 50 pravoslavných farností. Téměř 20 let fungovalo na poloostrově pouze 14 pravoslavných chrámů.
Pravoslaví začalo na Krymu ožívat až koncem 80. let. Celé území Krymu bylo součástí obnovené simferopolské eparchie. Dne 11. listopadu 2008 byla Svatým synodem Ukrajinské pravoslavné církve zřízena z části území eparchie nová eparchie džankojská.
Dne 20. prosince 2012 byla Svatým synodem zřízena z části území eparchie nová eparchie feodosijská.
Dne 7. června 2022 byla rozhodnutím Svatého synodu Ruské pravoslavné církve přijata simferopolská eparchie pod přímou jurisdikci moskevského patriarchy a Ruské pravoslavné církve.

## Seznam biskupů
- 1860–1860 Jelpidifor (Benědiktov)
- 1860–1867 Alexij (Ržanicyn)
- 1867–1882 Gurij (Karpov), místně svatořečený
- 1882–1885 Germogen (Dobronravin)
- 1885–1885 Alexij (Lavrov-Platonov)
- 1885–1897 Martinian (Muratovskij)
- 1897–1898 Michail (Gribanovskij)
- 1898–1898 Nikon (Sofijskij), dočasný administrátor
- 1898–1905 Nikolaj (Ziorov)
- 1905–1910 Alexij (Molčanov)
- 1910–1912 Feofan (Bystrov)
- 1912–1921 Antonij (Abašidze), místně svatořečený
- 1921–1924 Nikodim (Krotkov), svatořečený mučedník
- 1924–1928 Alexandr (Rajevskij), dočasný administrátor
- 1928–1930 Dionisij (Prozorovskij), dočasný administrátor
- 1930–1931 Arsenij (Smoleněc)
- 1931–1937 Porfirij (Gulevič), svatořečený mučedník
  - 1937–1944 eparchie neobsazena
- 1944–1946 Ioasaf (Žurmanov)
- 1946–1961 Luka (Vojno-Jaseněckij), svatořečený
- 1961–1961 Alipij (Chotovickij), dočasný administrátor
- 1961–1965 Gurij (Jegorov)
- 1965–1965 Feodosij (Procjuk), dočasný administrátor
- 1965–1967 Leontij (Gudimov)
- 1967–1973 Antonij (Vakarik)
- 1973–1990 Leontij (Gudimov), podruhé
- 1990–1990 Varlaam (Iljuščenko)
- 1990–1990 Gleb (Savin)
- 1990–1992 Vasilij (Zlatolinskij)
- 1992–2023 Lazar (Švec)
- od 2023 Tichon (Ševkunov)